# Heiner
Heiner ist als eine Form von Heinrich ein insbesondere im deutschen Sprachraum auftretender männlicher Vorname sowie Familienname. Eine Nebenform des Namens ist Hainer.

## Namensträger

### Vorname

#### A
- Heiner Althaus (* 1953), Schweizer Jazzmusiker
- Heiner Altmeppen (* 1951), deutscher Maler und Grafiker
- Heiner Alwart (* 1951), deutscher Rechtswissenschaftler

#### B
- Heiner Backhaus (* 1982), deutscher Fußballspieler
- Heiner Baltes (* 1949), deutscher Fußballspieler
- Heiner Bartling (* 1946), deutscher Pädagoge und SPD-Politiker
- Heiner Bauschert (1928–1986), deutscher Holzschneider
- Heiner Bayer (1950–2015), deutscher Eishockeyspieler
- Heiner Berger (1933–2015), deutscher Verwaltungsbeamter
- Heiner Bernhard (* 1957), deutscher Jurist
- Heiner Bielefeldt (* 1958), deutscher Theologe, Philosoph und Historiker
- Heiner Blum (* 1959), deutscher Konzeptkünstler
- Heiner Boberski (* 1950), österreichischer Sachbuchautor
- Heiner Boehncke (* 1944), deutscher Autor und Literaturwissenschaftler
- Heiner Braasch († 1982), Hamburger Reeder und Finanzmakler
- Heiner Brand (* 1952), deutscher Handballspieler und -trainer
- Heiner Bremer (* 1941), deutscher Journalist, Fernsehmoderator und ehemaliger Politiker (FDP)
- Heiner Bröckermann (* 1966), deutscher Berufsoffizier und Historiker
- Heiner Bruns (1935–2019), deutscher Theaterintendant, Dramaturg und Regisseur
- Heiner Bubb (* 1943), deutscher Arbeitswissenschaftler
- Heiner Buhlmann (* 1947), deutscher Musikpädagoge, Dirigent und Oboist

#### C
- Heiner Carow (1929–1997), deutscher Regisseur

#### D
- Heiner Dikreiter (1893–1966), deutscher Landschafts- und Porträtmaler
- Heiner Dopp (* 1956), deutscher Hockeyspieler
- Heiner Dudene (1930–2020), deutscher Politiker (SPD)
- Heiner Dunckel (* 1954), deutscher Arbeits- und Organisationspsychologe
- Heiner Dörner (* 1940), deutscher Windenergie-Wissenschaftler und Kommunalpolitiker
- Heiner Dürr (1940–2010), deutscher Geograph

#### E
- Heiner Egge (* 1949), deutscher Schriftsteller
- Heiner Eichner (1942–2024), deutscher und österreichischer Linguist und Indogermanist
- Heiner Ellebracht (* 1955), deutscher Autor, Organisationsberater, Coach und Trainer
- Heiner Erke (1939–2007), deutscher Psychologe

#### F
- Heiner Fangerau (* 1972), deutscher Medizinhistoriker und Medizinethiker
- Heiner Feldhoff (* 1945), deutscher Schriftsteller
- Heiner Finkbeiner (* 1949), deutscher Hotelier und Gastronom
- Heiner Fischer (1936–2016), deutscher Politiker (SED)
- Heiner Flaig (1928–2019), deutscher Schriftsteller
- Heiner Flassbeck (* 1950), deutscher Wirtschaftswissenschaftler
- Heiner Fleischmann (1914–1963), deutscher Motorradrennfahrer
- Heiner Franz (* 1946), deutscher Jazzgitarrist und Musikproduzent
- Heiner Friedrich (* 1938), deutscher Kunsthändler, Galerist und Museumsgründer

#### G
- Heiner Garg (* 1966), deutscher Politiker (FDP)
- Heiner Gautschy (1917–2009), Schweizer Radio- und Fernsehjournalist
- Heiner Geißler (1930–2017), deutscher Politiker (CDU)
- Heiner Gembris (* 1954), deutscher Musikwissenschaftler
- Heiner Giersberg (1941–2023), deutscher Journalist, Synchron- und Hörbuchsprecher
- Heiner Goebbels (* 1952), deutscher Musiker, Komponist, Hörspielautor, Regisseur und Professor
- Heiner Greten (* 1939), deutscher Internist
- Heiner Grimm (1913–1985), deutscher Kunstmaler
- Heiner Gross (1923–1993), Schweizer Jugendschriftsteller
- Heiner Gschwendt (1914–2011), Südtiroler Maler und Graphiker

#### H
- Heiner Halberstadt (1928–2021), deutscher Politiker (Die Linke)
- Heiner Hastedt (* 1958), deutscher Philosoph
- Heiner Herbst (* 1931), deutscher Politiker (CDU)
- Heiner Heseler (* 1948), deutscher Volkswirt
- Heiner Hesse (1909–2003), Schweizer Dekorateur, Illustrator und Nachlassverwalter seines Vaters Hermann Hesse
- Hainer Hill (1913–2001), deutscher Bühnen- und Kostümbildner, Maler, Grafiker und Fotograf
- Heiner Hofsommer (1945–2018), deutscher Lehrer, Politiker (AfD, früher CDU und BfB), Unternehmensberater und Autor
- Heiner Hopfner (1941–2014), Opern-, Lied- und Konzertsänger sowie Gesangspädagoge
- Heiner Horsten (* 1947), ehemaliger deutscher Diplomat
- Heiner Hug (* 1946), Schweizer Journalist und Buchautor

#### J
- Heiner Jacob (1943–2013), deutscher Designer
- Heiner Janik (1946–2015), deutscher Kommunalpolitiker (CSU) und Jurist

#### K
- Heiner Kamp (* 1964), deutscher Politiker (FDP)
- Heiner Kamps (* 1955), deutscher Unternehmer
- Heiner Kappel (* 1938), deutscher Pfarrer und Politiker
- Heiner Kausch (* 1966), deutscher Politiker der CDU
- Heiner Keupp (* 1943), deutscher Sozialpsychologe
- Heiner Kielholz (* 1942), Schweizer Maler und Konzeptkünstler
- Heiner Klose (1937–2004), deutscher Fußballspieler
- Heiner Knaub (1904–1975), deutscher Maler
- Heiner Knell (1937–2017), deutscher Klassischer Archäologe
- Hainer Kober (* 1942), deutscher Übersetzer
- Heiner Koch (* 1954), römisch-katholischer Geistlicher
- Heiner Koechlin (1918–1996), Schweizer Anarchist
- Heiner Kondschak (1955–2024), deutscher Musiker, Schauspieler, Regisseur und Autor
- Heiner Kreuzer (1944–1985), niedersächsischer Politiker (SPD)
- Heiner Kuch (1893–1976), deutscher Eisenbahningenieur und Erfinder
- Heiner Kugler (1911–?), deutscher Fußballspieler

#### L
- Heiner Lauterbach (* 1953), deutscher Schauspieler
- Heiner Legewie (* 1937), deutscher Psychologe und Hochschullehrer
- Heiner Lichtenstein (1932–2010), deutscher Journalist und Publizist
- Heiner Link (1960–2002), deutscher Schriftsteller
- Heiner Ludwig (* 1942), deutscher römisch-katholischer Theologe
- Heiner Luz (* 1959), deutscher Landschaftsarchitekt
- Heiner Lück (* 1954), deutscher Rechtswissenschaftler
- Heiner Lünstedt (* 1960), deutscher Journalist, Buchautor und Comicautor
- Heiner Lürig (* 1954), deutscher Musiker, Gitarrist, Produzent, Komponist und Musical-Autor

#### M
- Heiner Mechling (1892–1976), deutscher Fußballspieler
- Heiner Merz (* 1963), deutscher Dozent und Politiker (AfD)
- Heiner Metzler (1930–2015), deutscher Judoka und Judo-Bundestrainer
- Heiner Meulemann (* 1944), deutscher Soziologe
- Heiner Meyer (* 1953), deutscher Pop-Art-Künstler und Bildhauer
- Heiner Minssen (* 1951), deutscher Soziologe
- Heiner Moldenschardt (1929–2011), deutscher Architekt und Hochschulprofessor
- Heiner Monheim (* 1946), deutscher Verkehrswissenschaftler, Geograph und emeritierter Professor
- Heiner Möller (1943–1998), deutscher Politiker (CDU)
- Heiner Möller (* 1948), deutscher Handballspieler
- Heiner Möllers (* 1965), deutscher Offizier (Oberstleutnant) und Militärhistoriker
- Heiner Mühlmann (* 1938), deutscher Philosoph
- Heiner Müller (1929–1995), deutscher Schriftsteller, Dramatiker und Regisseur
- Heiner Müller-Krumbhaar (1944–2024), deutscher Physiker
- Heiner Müller-Merbach (1936–2015), deutscher Ökonom

#### O
- Heiner Oviedo (* 1988), costa-ricanischer Taekwondoin

#### P
- Heiner Palinkas (1913–2004), deutscher Maler
- Heiner Pietzsch (1930–2021), deutscher Unternehmer, Kunstsammler und Mäzen
- Heiner Pott (* 1954), deutscher Politiker (CDU)
- Heiner Protzmann (* 1935), deutscher Klassischer Archäologe
- Heiner Pudelko (1948–1995), deutscher Rhythm-'n'-Blues- und Rocksänger

#### R
- Heiner Rank (1931–2014), deutscher Autor
- Heiner Rickers (* 1966), schleswig-holsteinischer Politiker (CDU)
- Heiner Riepl (* 1948), deutscher Maler, Grafiker und Kurator
- Heiner Rindermann (* 1966), deutscher Psychologe und Bildungsforscher
- Heiner Roetz (* 1950), deutscher Sinologe
- Heiner Rothfuchs (1913–2000), deutscher Illustrator und Hochschullehrer
- Heiner Ruland (1934–2017), deutscher Komponist und Musiktherapeut
- Heiner Ryssel (* 1941), deutscher Elektrotechniker

#### S
- Heiner Sandig (* 1945), deutscher Pfarrer und Politiker (CDU)
- Heiner Scheffold (* 1962), schwäbischer Kommunalpolitiker
- Heiner Schirmer (1942–2016), deutscher Mediziner und Biochemiker
- Heiner Schmidt (1926–1985), deutscher Schauspieler, Sprecher und Regisseur
- Heiner Schmieh (* 1947), deutscher Fußballspieler und -trainer
- Heiner Schober (1927–2009), deutscher Fußballspieler
- Heiner Schönecke (* 1946), deutscher Kommunalpolitiker (CDU)
- Heiner Schuhmann (* 1948), deutscher Fußballspieler und Trainer
- Heiner Schwarzberg (* 1974), deutscher Prähistoriker
- Heiner Spicker (1931–2020), deutscher Gambist und Hochschullehrer
- Heiner Stachelhaus (1930–2002), deutscher Kulturredakteur und Kunstkritiker
- Heiner Stadler (* 1948), deutscher Journalist und Fernseh-Dokumentarfilmer
- Heiner Stadler (1942–2018), deutsch-amerikanischer Komponist und Musikproduzent
- Heiner Studer (* 1949), Schweizer Politiker (EVP)

#### T
- Heiner Thade (* 1942), Moderner Fünfkämpfer aus Deutschland
- Heiner Thiel (* 1957), deutscher Bildhauer, Künstler und Kurator
- Heiner Thomas (* 1958), Fußballspieler der DDR-Oberliga
- Heiner Timmermann (1940–2018), deutscher Historiker

#### V
- Heiner Vogel (1925–2014), deutscher Grafiker und Holzstecher sowie Autor

#### W
- Heiner Wedemeyer (* 1967), deutscher Internist, Hochschullehrer und Klinikleiter
- Heiner Wegesin (* 1953), deutscher Verwaltungsjurist
- Heiner Wember (* 1959), deutscher Historiker und Journalist
- Heiner Wemhöner (* 1950), deutscher Unternehmer und Kunstsammler
- Heiner Wiberny (* 1944), deutscher Jazzsaxophonist und -flötist
- Heiner Widderich (1935–2023), deutscher Politiker (SPD)
- Heiner Wilmer (* 1961), deutscher Ordensgeistlicher, Bischof von Hildesheim
- Heiner Wittmann (* 1955), deutscher Romanist, Historiker und Politikwissenschaftler

#### Z
- Heiner Zametzer (1937–2006), deutscher Kulturhistoriker und Kulturwissenschaftler
- Heiner Zieschang (1936–2004), deutscher Mathematiker

### Familienname
- Anja Heiner-Møller (* 1978), dänische Fußballspielerin
- Daniel Brodhead Heiner (1854–1944), US-amerikanischer Politiker
- Franz Heiner (1849–1919), deutscher Jesuit und Kirchenrechtler
- Harry Heiner (1931–1968), deutscher Fußballspieler
- Kenneth Heiner-Møller (* 1971), dänischer Fußballspieler und -trainer
- Ludwig Heiner (1883–1948), österreichischer Konditor und Inhaber des Unternehmens L. Heiner
- Maja Heiner (1944–2013), deutsche Sozialpädagogin und Hochschullehrerin
- Roy Heiner (* 1960), niederländischer Segler
- Wilhelm Heiner (1902–1965), deutscher Bildhauer, Maler und Grafiker
- Zsuzsanna Heiner (* 1979), ungarische Astronomin und Asteroidenentdeckerin

### Künstlername
- Heiner Heindorf, gemeinsames Pseudonym der deutschen Schriftsteller Gerhard Neumann (1930–2002) und Heiner Rank (1931–2014)

### Kunstname
- Heiner steht auch als Name für einen Einwohner der Stadt Darmstadt; vgl. auch Heinerfest.

## Unternehmen
- L. Heiner, Wiener Konditoreikette

## Heinar
- Heinar Kipphardt (1922–1982), deutscher Schriftsteller
- Heinar Schilling (1894–1955), deutscher Dichter und Schriftsteller